# Eucyclops bondi
Eucyclops bondi är en kräftdjursart som beskrevs av Andreas Kiefer 1934. Eucyclops bondi ingår i släktet Eucyclops och familjen Cyclopidae. Inga underarter finns listade i Catalogue of Life.